# Бальдини, Стефано
Стефано Бальди́ни (итал. Stefano Baldini; род. 25 мая 1971 года) — итальянский легкоатлет, бегун на длинные дистанции. Олимпийский чемпион 2004 года и двукратный бронзовый призёр чемпионатов мира в марафоне. Чемпион мира по полумарафону 1996 года. В 1998 и 2006 годах становился чемпионом Европы в марафонском беге. Единственный бегун не из Африки, выигравший олимпийское золото в марафоне в XXI веке.
Победитель Римского марафона 1998 года.
За большие успехи в спорте 27 сентября 2004 года награждён высшим орденом Италии.